# Mária Čírová
Mária Čírová (* 20. listopadu 1988, Trnava) je slovenská zpěvačka.

## Kariéra
Mária se stala známou 31. května 2008, když vyhrála osmý ročník soutěže Coca-Cola PopStar 2008.

### Bouře
5. listopadu 2008 pokřtila své debutové album s názvem Búrka. Kmotrem alba se stal lídr skupiny Komajota Martin Husovský. Album pokřtili ledovými kostkami, a to kvůli tomu, že první píseň, kterou Mária Čírová složila, má název „Doba ľadová“. Zpěvačka představila i sedm z třinácti skladeb, které se na CD nacházejí, včetně hitu „Búrka“. Album vznikalo od července do října 2008 ve studiích Creative Music House v Bratislavě. Producentem se stal Maroš Kachút. Mária spolupracovala také s Petrem Grausem, Slavia Solovič a Tomášem Zubákem. Většina písní je ve slovenštině, kromě české „Rulety lásky“ a anglické „One“, kterou napsali Zoli Tóth a Ivo Bič.

### Eurovize 2009
Mária Čírová se zapojila do slovenského národního kola soutěže Eurovision Song Contest 2009 se skladbou „Búrka“. Představila se v druhém semifinále z pěti, které se konalo 20. února 2009 a ve kterém se úspěšně probojovala do finále z druhého místa, hned po Tomáši Bezdedovi.
Ve finále 8. března 2009 se téměř neobjevila, když ještě ráno před přenosem dostala virózu a musela jít do nemocnice na infuze. Nakonec se skladbou „Búrka“ vystupovala jako 12. v pořadí ze šestnácti finalistů. Dlouhý čas se držela na třetím místě, které zaručovalo naději, že ji porota do finále v Rusku nominuje. Nakonec se od ní štěstí odvrátilo a se ziskem 14,60 % hlasů skončila těsně čtvrtá, když zaostala jen o 0,13 % hlasů za třetí skupinou Mukatado, kterou porota vybrala za prvního náhradníka. Tím její naděje na postup na Eurovizi v Moskvě definitivně skončily.

## Ocenění
Seznam ocenění není úplný
- 1996 Slávik Slovenska vítězka v I. kategorii[1]
- 1999 Slávik Slovenska vítězka ve II. kategorii
- 2006 Aurel v kategorii gospel se skupinou Trinity group za album Na tisícich miestach[2][3]
- 2008 Coca-Cola PopStar[4]
- 2009 Slavík – Skokan roku

## Diskografie
- 2008 – Búrka – Street Production EAN 8588003 254139, CD
- 2011 – Na dosah
- 2015 – Vianočný album
- 2017 – #2017

### Se skupinouTrinity group
- 2006 – Na tisícich miestach – CD[5]